# 19
| [ Edytuj tabelę ] |                                              |
| Król Armenii      | - 18 Artakses III 34                         |
| Cesarz Chin       | - 9 Wang Mang 23                             |
| Władca Korei      | - 18 Daemusin 44                             |
| Król Mauretanii   | - 25 p.n.e. Juba II 23                       |
| Król Nabatei      | - 9 p.n.e. Aretas IV 40                      |
| Król Partów       | - 8 Artabanus II 40                          |
| Cesarz Rzymu      | - 14 Tyberiusz 37                            |
| Król Tracji       | - 12 Reskuporis III 19 - 19 Remetalkes II 38 |

Rok 19 / XIX
stulecia: I wiek p.n.e. ~
I wiek ~
II wiek

lata: 9 «
14 «
15 «
16 «
17 «
18 «
19
» 20
» 21
» 22
» 23
» 24
» 29

## Wydarzenia
- Europa
  - Goci wdarli się na ziemie Markomanów i zniszczyli ich królestwo
  - wysiedlenie Żydów z Rzymu

## Urodzili się
- Tyberiusz Klaudiusz Gemellus

## Zmarli
- 10 października - Juliusz Cezar Germanikus, wódz rzymski (ur. 15 p.n.e.)
- Germanik, wódz rzymski.
- Wonones I, król Partów.